# Wilhelm Schmid (Divisionär)

Oberstdivisionär Schmid als Kommandant der 4. Division

Wilhelm Schmid (* 5. März 1858 in Bern; † 11. September 1939 ebenda) war ein Schweizer Oberstdivisionär.

## Leben
Wilhelm Schmid war der Sohn eines Berner Goldschmieds. Nach dem Besuch des Realgymnasiums studierte er an der Universität Bern Chemie und Physik. Zu Beginn seines Studiums schloss er sich dem Corps Rhenania Bern an, das ihn im Jahre 1876 rezipierte. 1882 wurde er zum Dr. phil. II promoviert.
Danach schlug Schmid die Laufbahn als Instruktionsoffizier in der Schweizer Armee ein. Von 1884 bis 1890 war er Sekretär des Waffenchefs der Artillerie. 1890 wurde er zum Instruktor der Kavallerie und 1893 der Artillerie berufen. Von 1900 bis 1909 war er Oberinstruktor der Artillerie und von 1910 bis 1912 Waffenchef der Artillerie. 1913 wurde er Kommandant der 4. Division. Das Kommando hatte er bis 1918 inne.
Schmidts militärische Verdienste waren die Verbesserung der Organisation, Ausbildung und Ausrüstung der Artillerie. An der Einführung von Geschützen mit Rohrrücklauf war er massgeblich beteiligt. Er galt als vorbildlicher Menschenführer.